# Pedicia (Pedicia) margarita
Pedicia (Pedicia) margarita is een tweevleugelige uit de familie Pediciidae. De soort komt voor in het Nearctisch gebied.